# Super 45
Super 45 est le premier maxi et le premier disque de Stereolab, sorti en mai 1991. Il a été pressé à 800 exemplaires et vendu exclusivement dans les concerts du groupe, par correspondance et au magasin Rough Trade de Londres.

## Liste des titres
1. The Light That Will Cease to Fail
2. Au Grand Jour
3. Brittle
4. Au Grand Jour'